# Hammarsjön
Hammarsjön este o arie protejată (arie specială de conservare — SAC, sit de importanță comunitară — SCI) din Suedia întinsă pe o suprafață de 1.795,6 ha, integral pe uscat.

## Localizare
Centrul sitului Hammarsjön este situat la coordonatele 55°59′13″N 14°12′39″E / 55.987°N 14.2108°E.

## Înființare
Situl Hammarsjön a fost declarat sit de importanță comunitară în ianuarie 2002 pentru a proteja 1 specie de plante și 2 specii de animale. Situl a fost protejat și ca arie specială de conservare în martie 2011.

## Biodiversitate
Situată în ecoregiunea continentală, aria protejată conține 2 habitate naturale: Pajiști cu Molinia pe soluri calcaroase, turboase sau argilos-nămoloase (Molinion caeruleae), Lacuri eutrofice naturale cu vegetație de tip Magnopotamion sau Hydrocharition.
La baza desemnării sitului se află mai multe specii protejate:
- plante (1): Najas flexilis
- mamifere (1): vidră de râu (Lutra lutra)
- pești (1): somonul (Salmo salar)